# Geophis carinosus
La culebra minera aquillada (Geophis carinosus) es una especie de culebra fosorial que pertenece al género Geophis en la familia Colubridae. Su área de distribución incluye el sur de México y el occidente de Guatemala.